# Riu Karun
|  | Per a altres significats, vegeu «Riu Karun (Chhattisgarh)». |

El riu Karun (persa: كارون; també escrit Karun, Karūn i Karoun) és un riu de l'Iran, que antigament es va dir Pasitigris. Neix a les muntanyes Zard Kuh als territoris dels bakhtiyaris de les Muntanyes Zagros i rega el Khuzestan (antigament l'Elam) fins que desguassa al Shatt al-Arab. És el riu més gran del sud de l'Iran. Recorre prop de 800 km degut al gran nombre de tombs (meandres) recorrent una distància que en línia recta és de 240 km. Les principals ciutats que rega són Tustar (Shuster), al-Ahwaz i Muhammara. És l'únic riu navegable de Pèrsia. Els principals afluents són el Dez i el Kuhrang.
Abans de desguassar es divideix en dos estuaris o khawr (khor): el Shatt al-Kadimi (que abandona el Karun a un dia de marxa amunt) i s'eixampla per formar el Khor Musa o Khor Moy Allah; el Shatt al-Amaya o al-Ama o també Shatt Koban o Goban (portuguès Rio de Gabâo) i acaba al khor Silidj; el Shatt Bamishir o Bahmanshir (altres noms Bahmishir, Behemshir) i forma el khor Bamishir abans de desguassar al mar; encara una altra branca, l'Haffar s'uneix al Shatt al-Arab (Arvand Rud en persa), i desguassa a la mar. Entre aquests braços es formen les illes Goban o Koban entre el Shatt al-Ama i el Bamishir; i després entre el Bamishir i el Shat al-Arab l'illa d'Abadan. La ciutat de Khorramshahr està separada de l'illa d'Abadan per la branca Haffar.
El nom del riu deriva del cim on neix, el Kuhrang. Era creuat per milers de bakhtiyaris amb els seus animals. A la guerra Iran-Iraq, els iranians van aturar en aquest riu la progressió iraquiana.

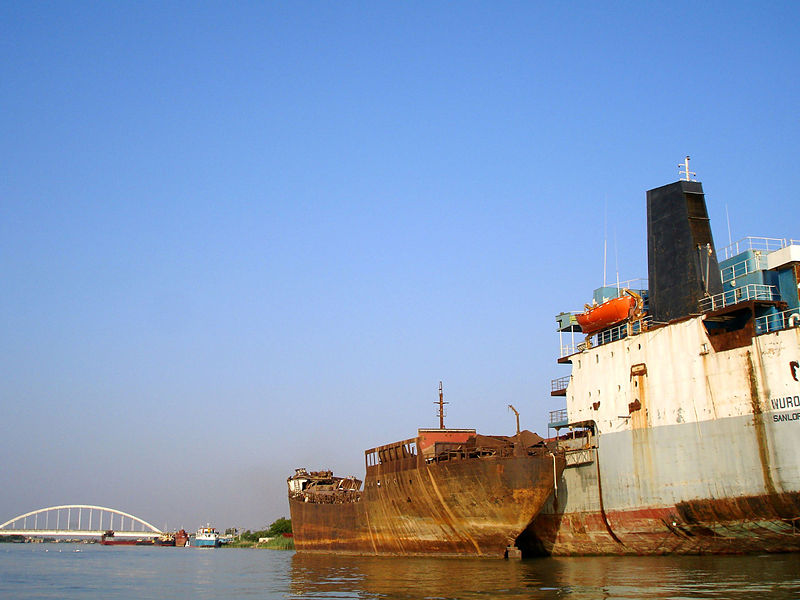
Vaixells abandonats en un pont sobre el Karun a Khorramshahr.

## Rescloses
Diversos embasaments i rescloses existeixen sobre el riu o estan en construcció: 
- Pantà de Shahid Abbaspour
- Pantà Karún-3
- Pantà Karún-4
- Pantà Masjed Soleyman
- Pantà Gotvand